# 무거천
무거천(無去川)은 울산광역시 남구 무거동의 영축산 정골제1저수지에서 발원하여 북류하다가, 정골제2저수지 및 점골저수지와 복개구간을 거쳐 남동류하고, 옥동저수지를 거쳐 북류하고, 울산고속도로 울산 나들목 부근에서 동류하다가, 남구 삼호동과 중구 다운동의 경계에서 태화강으로 흘러드는 하천이다. 일부 구간이 복개되어 있다. 2010년 11월 2일에는 이 하천에 연어가 방류되었으며, 연어가 여기서 처음 발견된 때는 2010년 10월 27일이다.